# ザ・カウントダウン 地球大戦争
『ザ・カウントダウン 地球大戦争』（ザ・カウントダウン ちきゅうだいせんそう、H.G. Wells' The War of the Worlds）は、2005年のアメリカ映画。H・G・ウェルズの『宇宙戦争』を原作とする。